# Argyractis pyropalis
Argyractis pyropalis là một loài bướm đêm trong họ Crambidae.